# Quentin Davies
Pour les articles homonymes, voir John Davies et Davies.
John Quentin Davies, baron Davies de Stamford, né le 29 mai 1944 à Oxford et mort le 13 janvier 2025, est un homme politique britannique, député de la circonscription de Grantham and Stamford (Stamford and Spalding jusqu'en 1997) de 1987 à 2010. Élu à l'origine comme conservateur, il passe au Parti travailliste le 26 juin 2007. Il ne se représente pas en 2010 et est créé baron Davies de Stamford, de Stamford dans le comté de Lincoln, le 7 juillet 2010.

## Jeunesse et éducation
Quentin Davies est né à Oxford, fils d'un médecin qui sert dans la Royal Air Force pendant la Seconde Guerre mondiale. Il fréquente une école préparatoire à Oxford, la Dragon School, avant de fréquenter la Quaker Leighton Park School, à Reading, puis Gonville and Caius College, Cambridge, où il obtient un baccalauréat ès arts de première classe en histoire en 1966. Après avoir obtenu son diplôme, il devient Frank Knox Fellow à l'Université Harvard.

## Carrière

### Diplomate
Après ses études, il rejoint le service diplomatique et est nommé troisième secrétaire au ministère des Affaires étrangères et du Commonwealth en 1967, et deuxième secrétaire à l' ambassade à Moscou en 1969, avant de retourner à Londres en tant que l'un des nombreux premiers secrétaires du ministère des Affaires étrangères en 1972.

### Banquier d'Affaires
Davies quitte le service diplomatique en 1974 lorsqu'il rejoint Morgan Grenfell. Il est directeur adjoint, président de la société en France en 1978, et administrateur de la société internationale en 1981, poste où il reste jusqu'à son élection au Parlement en 1987. Il continue comme consultant chez Morgan Grenfell jusqu'en 1993.

### Politique
Il se présente à l'élection partielle de 1977 de Birmingham Ladywood pour les conservateurs. L'élection partielle, causée par la démission de Brian Walden, est remportée par John Sever du Labour avec une majorité de 3 825 voix. Il est élu à la Chambre des communes dix ans plus tard à l'élection générale de 1987 pour le siège conservateur sûr de Stamford et Spalding à la retraite du parlementaire sortant, Kenneth Lewis. Davies remporte le siège avec une majorité de 13 991 voix. La circonscription est redécoupée en 1997 et il représente le siège redécoupé de Grantham and Stamford jusqu'à sa retraite de la Chambre des communes aux élections générales de 2010.
Au Parlement, il est nommé secrétaire parlementaire privé (SPP) du ministre d'État au ministère de l'Éducation et des Sciences Angela Rumbold en 1988, et est resté son SPP quand elle passe au ministre de l'Intérieur. Après l'élection générale de 1992, il est membre du Comité du Trésor jusqu'à ce qu'il soit promu par William Hague en 1998 en tant que porte-parole de la sécurité sociale, en 1999 pour le Trésor, et en 2000 sur la défense. Après les élections générales de 2001, il rejoint le cabinet fantôme de Iain Duncan Smith, même s'il a soutenu la candidature à la direction de Kenneth Clarke. Sous Iain Duncan Smith, il est secrétaire d'État fantôme pour l'Irlande du Nord, continuant jusqu'à l'élection de Michael Howard en 2003, quand il est devenu membre du Comité de développement international, un rôle qu'il occupe jusqu'à ce qu'il rejoigne le Parti travailliste en 2007.
Avant de devenir ministre, Davies occupe de nombreux postes d'administrateur et de conseil auprès de plusieurs entreprises. Il est président du groupe conservateur pour l'Europe de mars 2006 jusqu'à sa défection au parti travailliste en juin 2007.

#### Défection du Parti conservateur
Davies quitte le Parti conservateur pour rejoindre les bancs du Parti travailliste le 26 juin 2007, la nuit avant que Gordon Brown ne devienne Premier ministre du Royaume-Uni. Davies rend sa décision publique dans une lettre adressée au chef conservateur David Cameron dans laquelle il écrit: «Sous votre direction, le Parti conservateur me semble avoir cessé collectivement de croire en quoi que ce soit, ou de défendre quoi que ce soit. Il n'a pas de fondement. Il existe sur des sables mouvants. Le sens de la mission a été remplacé par un programme de relations publiques. "  Il a poursuivi: «J'ai hâte de rejoindre un autre parti ... qui vient d'acquérir un chef que j'ai toujours beaucoup admiré, qui, je crois, est tout à fait simple, et qui a un bilan impressionnant et une vision claire de l'avenir de notre pays que je partage pleinement. ".
Deux ans avant sa défection, dans un discours prononcé à la Chambre des communes, Davies décrit Gordon Brown comme "extraordinairement incompétent", "imprudent", "extraordinairement naïf" et déclare en conclusion "Je suis convaincu et je crois que quelque chose de méchant arrivera au chancelier en termes électoraux avant trop longtemps. Il n'aura personne d'autre à blâmer que lui-même. ".

#### Ministère de la Défense chargé du matériel de guerre
Le 5 octobre 2008, Davies est promu au gouvernement, devenant sous-secrétaire d'État parlementaire pour l'équipement et le soutien de la défense au ministère de la Défense. Il est critiqué moins d'un mois après avoir pris en charge le dossier d'équipement de défense lorsqu'un commandant réserviste du SAS en Afghanistan démissionne en raison de ce qu'il décrit comme un "sous-investissement chronique" dans l'équipement des troupes.

#### Scandale des dépenses
En 2009, au cours du Scandale des dépenses du Parlement du Royaume-Uni, le The Daily Mirror déclare que Davies a réclamé 10 000 £ pour la réparation des cadres de fenêtres de sa «deuxième maison», un manoir du XVIIIe siècle, tout en restant dans sa «maison principale», un appartement à Westminster. Le total des demandes de remboursement de Davies était souvent supérieur à la moyenne de tous les parlementaires.

## Vie privée
Il épouse Chantal Tamplin (fille du lieutenant-colonel Richard Tamplin) en 1983 à l'église St Andrew à Irnham, Lincolnshire ; elle est son assistante parlementaire et ils ont deux fils (Alexander né en mai 1987 et Nicolas en août 1988). Ils vivent au Frampton Hall (construit en 1725 par Coney Tunnard) à Frampton, dans l'arrondissement de Boston.